# Ogrodniki (powiat siemiatycki)
Ogrodniki – wieś w Polsce położona w województwie podlaskim, w powiecie siemiatyckim, w gminie Siemiatycze.
Według Pierwszego Powszechnego Spisu Ludności, przeprowadzonego w 1921 roku, Ogrodniki były wsią liczącą 38 domów i zamieszkałą przez 173 osoby (88 kobiet i 85 mężczyzn). Wszyscy mieszkańcy miejscowości zadeklarowali wówczas białoruską przynależność narodową oraz wyznanie prawosławne. W okresie międzywojennym miejscowość znajdowała się w powiecie bielskim.
W latach 1975–1998 miejscowość należała administracyjnie do województwa białostockiego.
Wierni Kościoła rzymskokatolickiego należą do parafii Trójcy Przenajświętszej w Drohiczynie.